# Província de Saucarí

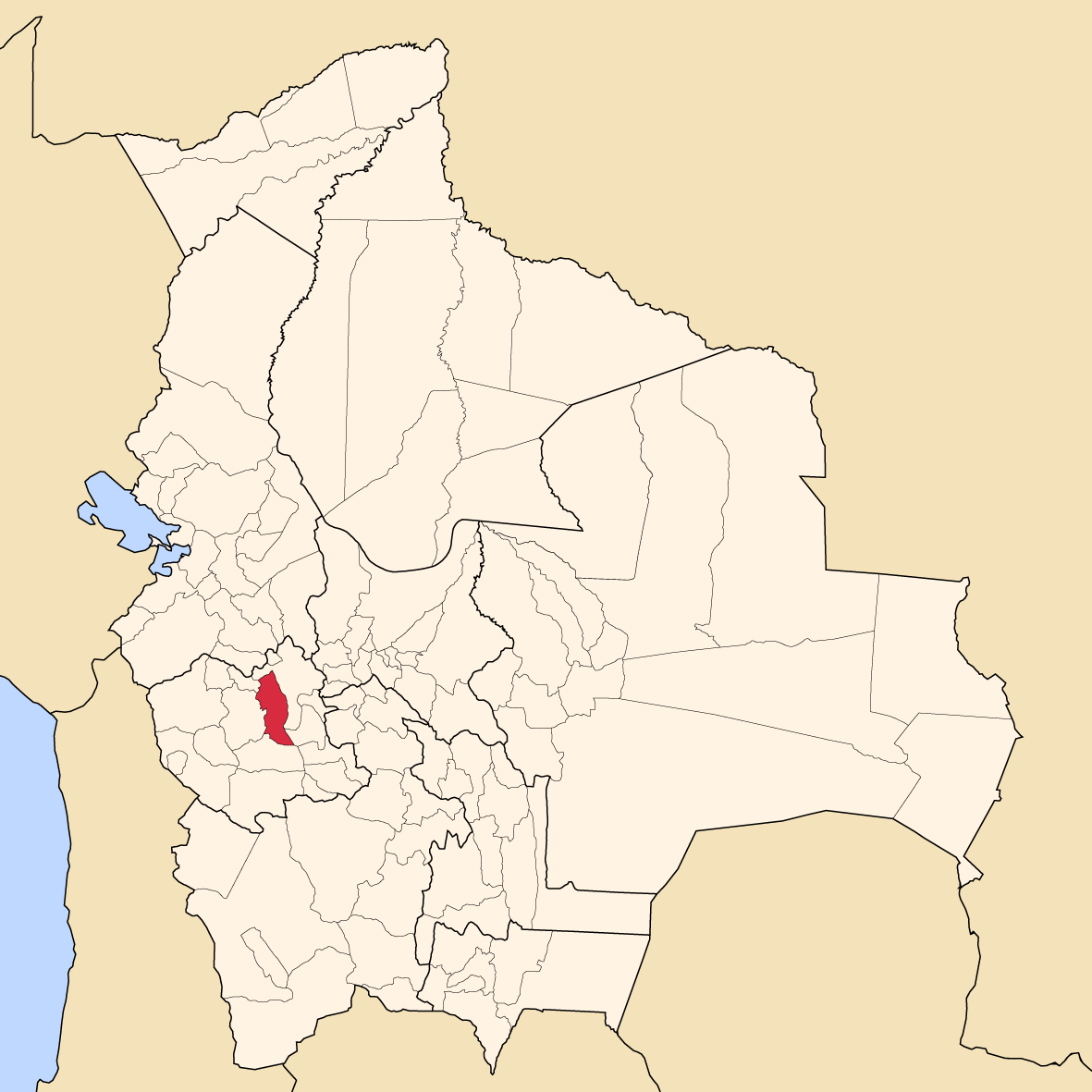
Província de Saucarí a Bolívia.

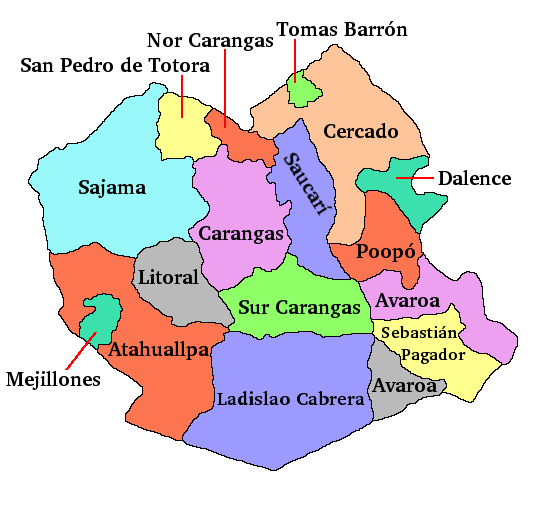
Les províncies del Departament d'Oruro.

La província de Saucarí és una de les 16 províncies del Departament d'Oruro, a Bolívia. La seva capital és Toledo.